# بطن سیاه رتیل
بطن سیاه رتیل (انگلیسی: Black Belly of the Tarantula) با نام اصلیِ رتیلِ شکم‌سیاه (ایتالیایی: La tarantola dal ventre nero) یک فیلم جالوی ایتالیایی به کارگردانی پائولو کاوارا است که در سال ۱۹۷۱ منتشر شد.

## بازیگران
- جانکارلو جانینی
- کلودین اوژه
- باربارا بوشه
- روسلا فالک
- سیلوانو ترانکوئیلی
- آنابلا اینکنتررا
- اتسیو مارانو
- باربارا باک
- استفانیا ساندرلی
- جانکارلو پرته
- نینو وینجلی
- کارلا مانچینی
- یوجین والتر